# 美杜莎峰
美杜莎峰（英語：Medusa Peak）是南極洲的山峰，位於奧次地，處於珀耳修斯峰東南面，屬於庫克山脈中滕塔克爾嶺的一部分，海拔高度1,700米，現時由南極條約體系管理。